# 大津第一交通
大津第一交通株式会社（おおつだいいちこうつう）は、第一交通産業グループのタクシー会社。資本金は2億円。大津市内と高島市の4つの営業所に、2010年時点でタクシー110台を擁する（ほかに福祉タクシー1台有り）。かつては京阪グループに属しており、旧社名は汽船タクシー。

## 沿革
- 1967年10月5日 - 琵琶湖汽船自動車（現、琵琶湖汽船）により汽船タクシー株式会社設立。
- 2003年5月1日 - 中間持株会社「株式会社京阪タクシーシステムズ」設立。同社の完全子会社となる。
- 2008年10月1日 - 「京阪タクシーシステムズ」が京阪電気鉄道に吸収合併される。
- 2010年10月1日 - 京阪電気鉄道から第一交通産業へ全株式が譲渡され、京阪グループを離脱。「大津第一交通株式会社」に社名変更[1]。

## 営業所
| 事業所     | 所在地                                 |
| ---------- | -------------------------------------- |
| 本社営業所 | 〒520-0022 滋賀県大津市柳が崎5-8       |
| 石山営業所 | 〒520-0832 滋賀県大津市粟津町225-8     |
| 堅田営業所 | 〒520-0232 滋賀県大津市真野6丁目1741-2 |
| 高島営業所 | 〒520-1521 滋賀県高島市新旭町北畑807-2 |